# Drugi svjetski rat u Jugoslaviji
Drugi svjetski rat na području Jugoslavije započeo je 6. travnja 1941. napadom njemačkih i talijanskih postrojba na Kraljevinu Jugoslaviju, a završio bezuvjetnom predajom nacionalsocijalističke Njemačke saveznicima 8. svibnja 1945. i predajom poraženih osovinskih vojskā kod Bleiburga 15. svibnja 1945., uz naknadne sporadične okršaje jugoslavenskih snaga sigurnosti s ostatcima četničkih i ustaških jedinica.
Rat je za sobom ostavio izrazito mnogo žrtava, a sve vojske uključene u ratovanje su ubijale ratne zarobljenike, te provodile represalije protiv civila, koje su uključivale palež, pljačku i ubijanje. Pored okupatorskih vojski, ustaše su provodile represalije protiv civila Srba, četnici protiv civila Hrvata i Muslimana, a partizani su se također upuštali u osvetničke akcije protiv sela za koje su smatrali da su ustaška ili četnička uporišta. Sve zaraćene strane su ubijale taoce, ponajviše Nijemci i Talijani, ali također i ustaše, četnici i partizani. Nijemci, Talijani i ustaše su ubili veliki broj civila i zarobljenih partizana u logorima, a partizani su u brojnim slučajevima navodili savezničku avijaciju na civilne ciljeve. Kako su i tijekom rata i nakon rata brojevi žrtava predstavljali predmet propagande praktično svih strana uključenih u rat, ostale su žrtve u velikom broju nepopisane, a brojevi neutvrđeni. Demografska struka s dosta sigurnosti stavlja broj ukupno poginulih na oko 1 milijun.

## Terminologija
Na području koje je godine 1941. pripadalo Kraljevini Jugoslaviji, kao i na područjima s južnoslavenskim stanovništvom koja su bila u sastavu Italije (Istra, Rijeka, Kvarner i grad Zadar) te nakon rata pripojena Drugoj Jugoslaviji, razvio se 1941. – 1945. godine rat koji je pobjednička strana zvala od početka Narodnooslobodilački pokret (NOP) i/ili Narodnooslobodilački rat (NOR). U njemu su sudjelovali širi slojevi stanovništva, na ovoj ili onoj strani; rat je imao osim obilježja obrane od agresora i karakter građanskog rata, u praktično svakoj današnjoj državi koja je nastala iz bivše SFRJ postojala je vojska koja je ratovala protiv partizana. U Sloveniji Bela garda, u Hrvatskoj i BiH ustaše, domobrani i četnici, u Srbiji četnici, nedićevci i ljotićevci, na Kosovu balisti itd. Rat je odnio brojne[red veličine?] žrtve; vidi članak Žrtve Drugog svjetskog rata na području Jugoslavije.
Komunistička partija Jugoslavije koristila je taj termin od početka ustanka, 1941. Pojam Narodnoslobodilačka borba uglavnom se koristio kao sinonim; može se reći da je "borba" širi pojam od "rat". Borci NOR-a nazivaju se općim imenom partizani. Često se koristila proširena sintagma Narodnooslobodilački rat i socijalistička revolucija. Nakon političkog preokreta 1990. godine termin je izbjegavan; Hrvatska enciklopedija navodi, međutim, u članku Narodnooslobodilački rat, da taj pojam ima bitno značenje, koje se ne može nekim drugim pogodnim pojmom zamijeniti. Pojam narodnooslobodilački rat odnosi se na borbu protiv stranih zavojevača i za društvenu preobrazbu u nekim zemljama Europe i Azije tijekom Drugog svjetskog rata (uključivo i Jugoslaviju) te na antikolonijalnu borbu naroda Azije i Afrike nakon toga. Odnosi se na borbu koja nije uperena samo protiv stranih zavojevača, nego istovremeno stremi bitnoj društvenoj i političkoj preobrazbi (revoluciji), te tijekom borbe gradi svoje usporedne organe vlasti. U slučaju Jugoslavije, KPJ, iako je svoje namjere iz taktičkih razloga često prikrivala, od početka ustanka imala je za cilj ne samo borbu protiv okupatora i njegovih domaćih pomagača (tzv. kvislinzi i kolaboracionisti), nego i osvajanje političke vlasti i socijalističku revoluciju u skladu s komunističkom ideologijom, koju su prihvaćale stranke članice Komunističke internacionale. U biti značajnu ulogu u pripremi kadrova za orgnaizaciju partizanskog rata u Jugoslaviji je imao SSSR. Uoči rata nekoliko stotina budućih istaknutih sudionika NOB je završilo partizanske tečajeve u organizaciji sovjetske vojno-obavještajne službe u SSSR-u i Španjolskoj.
U doba komunističke vlasti Socijalističke Jugoslavije, termin "narodnooslobodilački rat" imao je naravno apriorno pozitivno značenje, a socijalistička revolucija smatrala se epohalnim povijesnim progresom koji se ne može dovesti u sumnju. Danas, iste termine možemo koristiti bez vrednovanja, pozitivnog ili negativnog, imajući u vidu ono što se zaista događalo i namjere ključnih sudionika. Objektivno, možemo govoriti o povijesnim zbivanjima koja je povijesna znanost u bivšoj SFRJ nazivala "Narodnooslobodilački rat" (NOR) za vrijeme Drugog svjetskog rata te o socijalističkoj revoluciji za vrijeme rata i poslije njega, a da su pri tome mogući različiti stavovi o tome je li to bilo dobro ili loše (ili djelomice dobro, a djelomice loše).
Sukob je uz elemente antifašističkog rata imao i snažne i na kraju presudno važne elemente komunističke revolucije i elemente građanskog rata ili građanskih ratova.

## Tijek rata
Nakon što je Drugi svjetski rat počeo invazijom Njemačke i Sovjetskog Saveza na Poljsku u rujnu 1939. godine, izgledalo je mogućim da ratne operacije zaobiđu područje Kraljevine Jugoslavije. Nakon što je u puču Simović - Mirković od 27. ožujka 1941. svrgnuta vlada Dragiše Cvetkovića i svrgnut regent Pavle Karađorđević (maloljetni kralj Petar II. Karađorđević je samog sebe proglasio punoljetnim 8 i pol mjeseci prije nego što je navršio osamnaestu godinu), međutim, Sile Osovine ocijenile su prilike u Jugoslaviji odveć nestabilnima, a nove pučističke vlasti odveć sklonima Velikoj Britaniji da bi ih mogle tolerirati u području Europe pod svojom dominacijom. Napad njemačkih snaga na garnizon jugoslavenske vojske kod Đerdapa dogodio se 5. travnja 1941. U kratkom Travanjskom ratu 6. – 17. travnja 1941. god. jugoslavenske vojne snage su posve poražene, nakon čega su Sile Osovine posve razdijelile Jugoslaviju: znatan dio teritorija te države nastale 23 godine ranije je razdijeljen između država koje su sudjelovale u invaziji, a od preostalog dijela su formirane Nezavisna Država Hrvatska, Srbija pod njemačkom okupacijom i Kraljevina Crna Gora pod vlašću talijanske monarhije.
Nakon što Ustaše ne žele dati svojim sponzorima u Italiji (u kojoj su prije rata imali vojne kampove i organizirali se za akcije protiv Jugoslavije) cjelokupno područje između Jadrana i linije Karlovac - Mostar, koriste Talijani nezadovoljstvo Srba vrlo agresivnom politikom režima NDH prema toj etničkoj skupini - te već u lipnju 1941. godine sponzoriraju četnički Vidovdanski ustanak 22. lipnja 1941. god. u Hercegovini, a potom i četničko - partizanski ustanak na područjima oko tromeđe Dalmacije, Like i Bosne 27. srpnja 1941. godine.
7. srpnja 1941. godine pokreće se i četničko - partizanski ustanak protiv Nijemaca u Srbiji: četnici ubrzo podržavaju Nijemce u borbi protiv partizana koje predvode komunisti - te partizana u Srbiji ubrzo gotovo posve nestaje; partizanski pokret se opet u Srbiji u skromnim razmjerima budi tek 1943. godine.
Komunisti, koji su nakon invazije Sila Osovine na SSSR bili vrlo motivirani za borbu protiv Nijemaca i Talijana, uspijevaju na području NDH i Kraljevine Crne Gore ostvariti veći utjecaj od četnika Draže Mihailovića. Mihailović umjesto borbe s nadmoćnijim okupatorom odlučuje čekati preokret na glavnim ratištima II. svjetskog rata i potpomaže Talijane (koji na svojem okupacijskom području u cijelosti opremaju, hrane i plaćaju četničku "antikomunističku miliciju") i Nijemce (koji na području Srbije toleriraju četničku prisutnost u izoliranim ruralnim sredinama prepoznajući u njihovoj prisutnosti osiguranje od pokušaja organiziranja partizana, te četnike u stanovitoj mjeri također potpomažu).
Kao rezultat četverogodišnjeg ratovanja - najviše na područjima NDH i Crne Gore - bilježe se vrlo velika razaranja i žrtve među vojnicima svih vojski (najmanje među vojnicima Njemačke i Italije, protiv kojih je nominalno "Narodonooslobodilački rat" bio usmjeren) te među civilima: do približno oko milijun poginulih - broj koji je uvelike nadmašivao žrtve u drugim zemljama pod okupacijom Sila Osovine, u kojima su uglavnom stradavali Židovi i Romi.

## Najvažniji događaji
- Kronologija drugog svjetskog rata u Jugoslaviji
- Bjelovarski ustanak
- Travanjski rat
- Sedam ofenziva
- Užička republika
- II. svj. rat u BiH
  - Igmanski marš
  - Operacija Trio
  - Bitka za Kupres
  - Bitka na Neretvi
  - Bitka na Sutjesci
  - Desant na Drvar
  - Bitka na Lijevča polju
  - Bitka za Odžak
- Kapitulacija Italije
- Srijemski front
- Završne operacije

## Ratni i poratni zločini
- Ustaški zločini u Drugom svjetskom ratu
- Koncentracijski logor Jasenovac
- Četnički zločini u Drugom svjetskom ratu
- Bleiburška tragedija i Križni put (1945.)

## Materijalni gubici
Tijekom Drugog svjetskog rata u Jugoslaviji razoreno je, spaljeno ili teško oštećeno 21% nastambi. Uništeno je 24% svih voćnjaka i 38% svih vinograda. Uništeno je ili opljačkano 62% konja, 56% goveda, 63% ovca i koza, 59% svinja, 54% peradi i 42% košnica s pčelama. Iz zemlje je odneseno devetnaest milijuna tona žitarica i ostalih proizvoda od usjeva, 17 000 tona pamuka i 2 500 000 tona mlijeka i mliječnih proizvoda. U to se ubrajaju potrepštine za održavanje njemačke i talijanske vojske koje su Pavelić i Nedić bili obvezni pružati. Velik dio poljoprivrednog oruđa uništen je ili oštećen ili postao nerabljiv zbog prekomjernog korištenja i lomljenja. Značajan dio svih ribarskih brodova i opreme uništen je ili teško oštećen. Ili od strane okupatora ili zbog savezničkih bombardiranja i partizanskih sabotaža odvezeno je, oštećeno ili uništeno 77% lokomotiva i 84% svih željezničkih kola. Razorena je većina mostova predviđenih za željeznički promet i većina željezničkih pruga. Većina automobila, kamiona, boljih cesta i cestovnih mostova na sličan je način nastradala. Izgubljeno je više od polovine prekomorskih i riječnih sredstava za prijevoz tereta u zemlji. Znatan broj bolnica, znanstvenih i obrazovnih institucija (osobito muzeja, pismohrana i knjižnica) opljačkan je, teško oštećen ili uništen.
Njemački general Lohr napisao je na rijeci Drini o događajima tijekom povlačenja njemačkih vojnika 4.5 mjeseca s Egejskih otoka i kontinentalne Grčke kroz Makedoniju, Sandžak i jugozapadnu Srbiju iduće.

## Galerija
- Podjela Jugoslavije, 1941-1943
- Podjela Jugoslavije, 1943-1944
- NDH
- Nedićeva Srbija
- Crna Gora
- Podjela Kosova

## Vanjske poveznice
- Odluke Drugog zasjedanja AVNOJ-a
- HercegBosna.org: Drugi svjetski rat Dušan Bilandžić: Hrvatska moderna povijest, Golden Marketing, Zagreb, 1999

1. Slom Jugoslavije - stvaranje Nezavisne Države Hrvatske (NDH)
2. Ustanak u Srbiji i Crnoj Gori - izbijanje rata između partizana i četnika - slom ustanka - prijenos težišta u zapadnu Bosnu i Hrvatsku
3. Prekretnica u BiH - odlučujuća bitka partizanske i jugoslavenske vojske (četnika) - neuspjeli pokušaj prodora u Srbiju 1943.
4. Odlučujuća 1943- - slamanje snaga obnove Kraljevine Jugoslavije - neuspjeh HSS-a - početak agonije NDH - plima partizanskog pokreta - konstitucija jugoslavenske federacije
5. Završetak oslobodilačkoga i građanskog rata 1945. - vojni i politički slom velikosrpskih snaga - slom NDH
6. Razmišljanja o ratu u bivšoj Jugoslaviji 1941-1945.